# Gleba

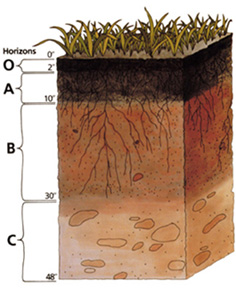
Gleba

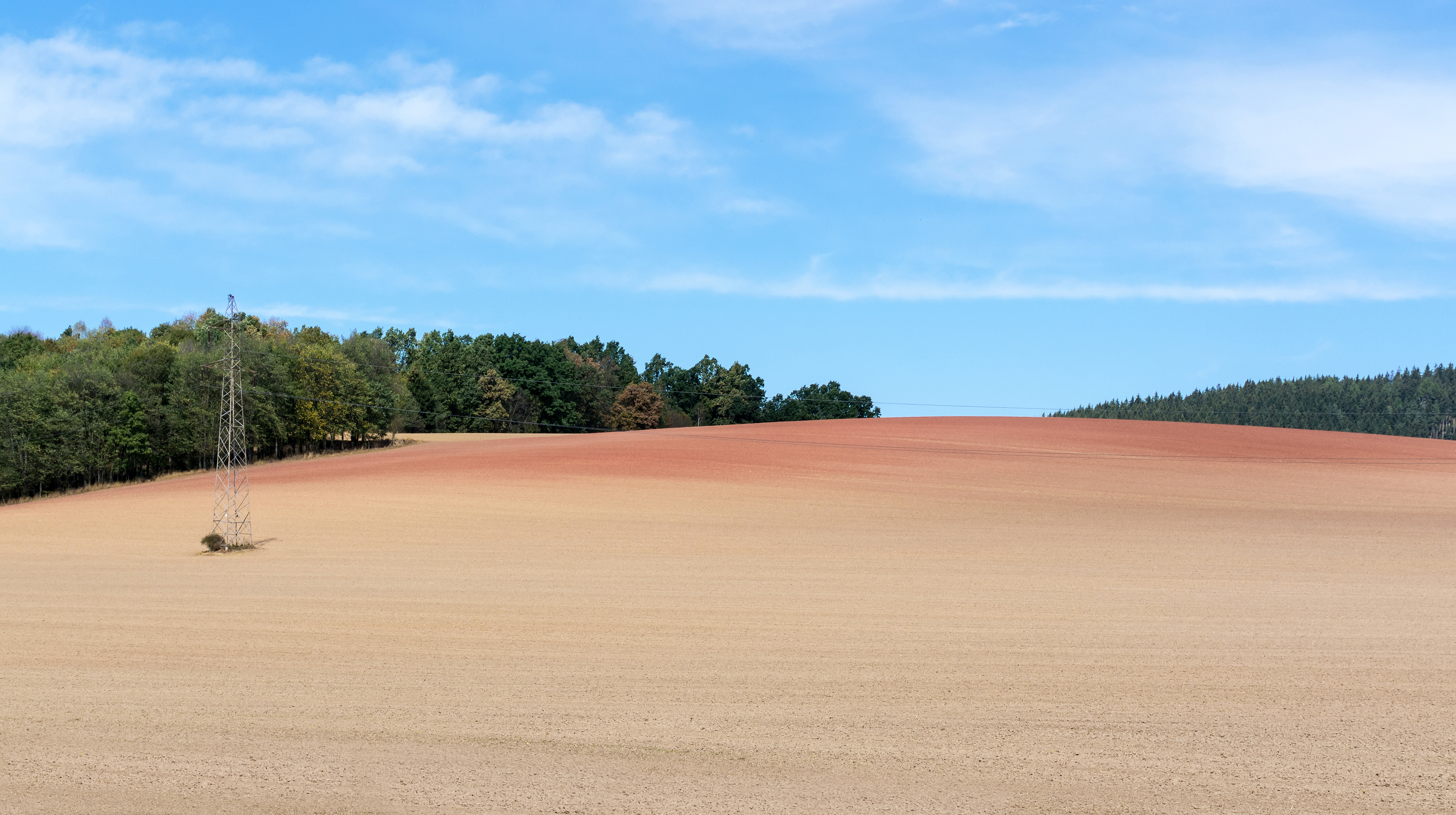
Chmielnik (Wzgórza Włodzickie), Sudety, gleba zabarwiona na czerwono tlenkami żelaza

Gleba (łac. glaeba – ziemia uprawna, rola) – naturalna, trójfazowa, biologicznie czynna, powierzchniowa warstwa skorupy ziemskiej, ukształtowana poprzez procesy glebotwórcze ze zwietrzeliny skalnej (skały macierzystej) w wyniku oddziaływania klimatu i organizmów żywych, przy określonej rzeźbie terenu, w określonym przedziale czasu, często przy wpływie działalności człowieka. Gleba jest integralnym składnikiem ekosystemów lądowych i niektórych płytkowodnych.
Gleba składa się z części mineralnej i organicznej.
Nauką dotyczącą gleby jest gleboznawstwo. Jego subdyscypliną jest geografia gleb.

## Powstawanie
Klasyczny schemat powstawania gleb w ujęciu Wasilija Dokuczajewa:
czynniki glebotwórcze → procesy glebotwórcze → sekwencja poziomów glebowych i właściwości gleb
Gleba, jako samodzielny twór, powstaje pod wpływem czynników środowiska nazywanych czynnikami glebotwórczymi. W ten sposób właściwości gleby zależą (funkcyjnie, zob. zmienne zależna i niezależna) od zmiennych takich jak: organizmy żywe, klimat, rzeźba terenu, materiał macierzysty, warunki wodne, działalność człowieka, czy czas. Czynniki glebotwórcze działające łącznie na jakimś obszarze tworzą lokalne środowisko glebotwórcze. Nieraz się zdarza, że któryś z czynników ma dużo większy wpływ na powstawanie gleby niż pozostałe.
Zespół zjawisk zachodzących w wierzchniej warstwie litosfery pod wpływem czynników glebotwórczych powodujący powstanie i rozwój gleby nazywa się procesem glebotwórczym. Procesy glebotwórcze polegają na wymianie materii i przepływie energii pomiędzy glebą (pedosferą) a biosferą, atmosferą, hydrosferą i litosferą. Ogólnie obejmują one przemiany w mineralnym tworzywie gleby (wietrzenie i tworzenie się minerałów), przemiany materii organicznej (humifikacja i mineralizacja), a także przemieszczanie się składników oraz wytrącanie się ich w obrębie profilu glebowego.
W glebach zazwyczaj zachodzą jednocześnie różne procesy glebotwórcze, lecz z różną intensywnością. Te, które dominują nadają glebie jej wygląd i właściwości, prowadzą do uformowania się konkretnego typu gleby. Zazwyczaj przebiegają one na tyle wolno, że nie obserwuje się ich bezpośrednio, a jedynie ich skutki.
Wydziela się następujące typologiczne procesy glebotwórcze: inicjalny, darniowy, brunatnienia, płowienia, bielicowania, rdzawienia, glejowy, torfienia, murszenia, wertylizacji, ferralityzacji, salinizacji, sołonizacji i sołodyzacji

## Morfologia
Procesy glebotwórcze prowadzą do powstania gleby o specyficznej budowie wewnętrznej i właściwościach. Najmniejszą jej trójwymiarową bryłę umożliwiającą opis wszystkich charakterystycznych cech i funkcji określa się jako pedon. Obszar zajęty przez bardzo podobne pedony, graniczący z innego rodzaju pedonami lub obszarami bezglebowymi, określa się jako polipedon. Dwuwymiarowa, pionowa, boczna ściana pedonu jest to profil glebowy. W praktyce opisuje się profile glebowe będące ścianami bocznymi odkrywki glebowej, czyli głębokiego na ok. 1,5 – 2,0 m wykopu.
Wygląd profilu glebowego określa się jako morfologia gleby. Na jej podstawie określa się wstępnie właściwości i pozycję systematyczną danej gleby.
Profil gleby dzieli się na, różniące się od siebie, zazwyczaj położone mniej więcej równolegle do powierzchni terenu, warstwy glebowe i poziomy genetyczne gleby (poziomy glebowe). Do głównych poziomów glebowych należą: poziom organiczny, poziom próchniczny, poziom eluwialny, poziom wzbogacania (poziom iluwialny lub poziom brunatnienia), poziom glejowy, poziom lub warstwa osadów podwodnych (limnicznych), poziom murszowy, poziom macierzysty oraz lite podłoże skalne. Poziomy o ściśle określonych właściwościach, będące kryterium w typologii gleb, określa się jako poziomy diagnostyczne gleby.

## Skład
Gleba składa się z trzech faz:
- stałej – obejmującej cząstki mineralne, organiczne i organiczno-mineralne o różnym stopniu rozdrobnienia, tworzące kompleks sorpcyjny,
- ciekłej – wody, w której są rozpuszczone związki mineralne i organiczne tworzące roztwór glebowy,
- gazowej – powietrza i pary wodnej.

Wzajemny układ trzech faz może ulegać znacznym zmianom pod wpływem dalszych procesów glebotwórczych i ingerencji człowieka (zob. np. degradacja gleb). Prawidłowe stosunki ilościowe pomiędzy poszczególnymi fazami można kształtować przez wykonanie melioracji wodnych, agromelioracji, fitomelioracji, uprawę roli itp. Stosunki ilościowe trzech faz w glebie charakteryzuje się przez określenie gęstości objętościowej, porowatości, wilgotności i zwięzłości.
Ze względu na zróżnicowanie materiału glebowego w profilu wyróżnia się gleby:
- całkowite, które w całym profilu (do 1,5 m) są zbudowane z tego samego materiału, np. z piasku, gliny, pyłu; zróżnicowanie uziarnienia profilu powodują wyłącznie procesy glebotwórcze
- niecałkowite, które do głębokości 1,5 m zawierają przynajmniej dwie różne warstwy, np. piasek do głębokości 0,8 m, a poniżej glinę.

Na podstawie podgrup granulometrycznych, gleby dzieli się na następujące kategorie ciężkości agrotechnicznej:
- bardzo lekkie – piaski słabogliniaste i luźne
- lekkie – piaski gliniaste
- średnie – gliny piaszczyste i lekkie oraz pyły gliniaste i lekkie
- ciężkie – pyły ilaste i gliny piaszczysto-ilaste, ilaste, zwykłe, pylasto-ilaste
- bardzo ciężkie – iły piaszczyste, ciężkie, pylaste i zwykłe

Wyróżnia się również:
- gleby średnie pyłowe – pyły gliniaste i pyły zwykłe
- gleby ciężkie pyłowe – pyły ilaste

Proces glebotwórczy trwa nieustannie – jest nieodłącznym elementem przemian zachodzących w ekosystemie. Gleba jest środowiskiem życia i źródłem składników odżywczych dla wielu gatunków mikroorganizmów i podziemnych organów roślin wyższych.
Znaczenie gleby zostało przedstawione w Europejskiej Karcie Gleby.

## Systematyka
Systematyka gleb jest stworzonym przez człowieka logicznym systemem porządkującym ogromną różnorodność gleb w przyrodzie. Zazwyczaj opiera się ona na określonych kryteriach lub grupie kryteriów, najczęściej użytkowych lub przyrodniczych, według których łączy się gleby w określone jednostki taksonomiczne gleb.
Klasyfikacjami przyrodniczymi dokonującymi podziału gleb ze względu na kryteria genetyczne, tzn. wg sposobu powstania danej gleby, na terenie Polski są: systematyka gleb Polski opracowana przez Polskie Towarzystwo Gleboznawcze, a także klasyfikacja gleb leśnych Polski. Wiele krajów posiada swoje narodowe systematyki. Status międzynarodowych mają: amerykańska USDA Soil Taxonomy, a także Klasyfikacja Zasobów Glebowych Świata (WRB).
Klasyfikacje użytkowe (stosowane) dokonują podziału gleb ze względu na określone cechy istotne z punktu widzenia celu powstania klasyfikacji. Przykładami są klasyfikacje gleb opisujące rolniczą produktywność gruntów (w Polsce są to: gleboznawcza klasyfikacja gruntów oraz podział na kompleksy przydatności rolniczej gleb), albo podział gruntów ze względu na określone cechy np. odczyn gleby lub zawartość materii organicznej.